# Família reial danesa
La família reial danesa és la família dinàstica de la monarquia de Dinamarca. La reina, els seus germans i els seus descendents pertanyen a la casa de Glücksburg, que és una branca de la casa d'Oldenburg.